# Neuenwalde

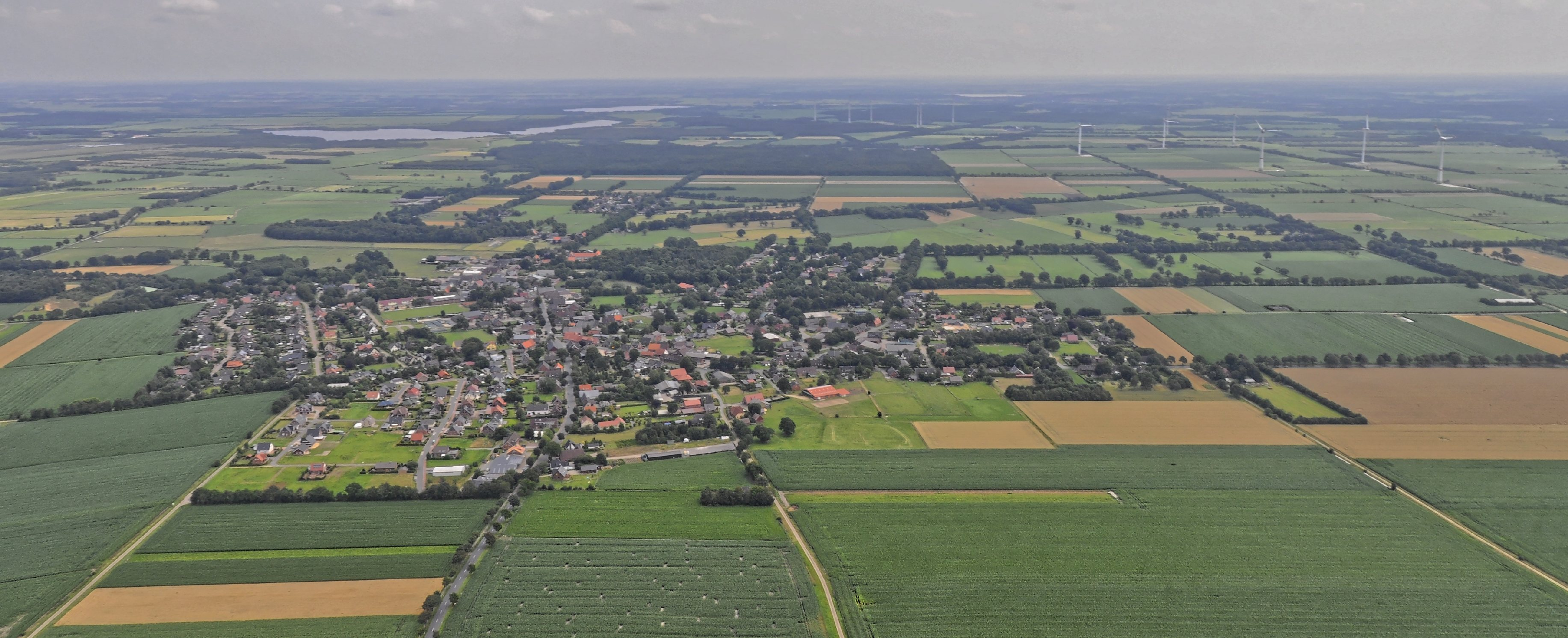
Neuenwalde von oben

Neuenwalde (niederdeutsch Niewohl) ist eine Ortschaft in der Stadt Geestland im niedersächsischen Landkreis Cuxhaven.

## Geografie

### Lage
Das Dorf liegt nordöstlich von Langen sowie zwischen Bremerhaven und Cuxhaven. In Neuenwalde kreuzen sich die Landesstraßen 118 und 119. Westlich befindet sich außerdem die eigene Anschlussstelle an der Bundesautobahn 27. Seit 2003 wird der Ort über das VBN-Sammeltaxi angebunden.

### Nachbarorte
| Midlum (Gemeinde Wurster Nordseeküste) | Krempel                                     | Wanna (Samtgemeinde Land Hadeln) |
| Holßel                                 | Kompassrose, die auf Nachbargemeinden zeigt | Flögeln                          |
| Sievern                                | Hymendorf                                   |                                  |

(Quelle:)

## Geschichte

### Ersterwähnung
Die Ortschaft wurde 1334 erstmals urkundlich erwähnt.

### Eingemeindungen
Im Jahr 1971 bildeten die Gemeinden Krempel, Holßel, Hymendorf und Neuenwalde die Samtgemeinde Neuenwalde mit selbständigen Mitgliedsgemeinden. Die Samtgemeinde wurde jedoch zur Gebietsreform in Niedersachsen wieder aufgelöst und ihre Mitgliedsgemeinden am 1. März 1974 der neugebildeten Einheitsgemeinde Langen zugeordnet. Diese schloss sich zum 1. Januar 2015 mit den Gemeinden der Samtgemeinde Bederkesa zur neuen Stadt Geestland zusammen.

### Einwohnerentwicklung
| Jahr      | 1910  | 1925  | 1933  | 1939  | 1950  | 1956  | 1973  | 2017   |
| --------- | ----- | ----- | ----- | ----- | ----- | ----- | ----- | ------ |
| Einwohner | 816   | 854   | 884   | 892   | 1551  | 1390  | 1407  | 1747 ¹ |
| Quelle    | [ 6 ] | [ 7 ] | [ 7 ] | [ 7 ] | [ 8 ] | [ 8 ] | [ 1 ] |        |

¹ laut Infobox
|  |

## Politik

### Ortsrat
Der Ortsrat von Neuenwalde setzt sich aus sieben Mitgliedern zusammen. Die Ratsmitglieder werden durch eine Kommunalwahl für jeweils fünf Jahre gewählt. Die aktuelle Amtszeit begann am 1. November 2021 und endet am 31. Oktober 2026.
Aus den Ergebnissen der vergangenen Ortsratswahlen ergaben sich folgende Sitzverteilungen:
| Wahljahr | CDU | SPD | Gesamt  |
| -------- | --- | --- | ------- |
| 2021     | 5   | 2   | 7 Sitze |
| 2016     | 6   | 1   | 7 Sitze |

### Ortsbürgermeisterin
Die Ortsbürgermeisterin von Neuenwalde ist Ellen Frank (CDU). Ihr Stellvertreter ist Peter Bley (CDU).

### Wappen
Der Entwurf des Kommunalwappens von Neuenwalde stammt von dem Heraldiker und Wappenmaler Albert de Badrihaye, der zahlreiche Wappen im Landkreis Cuxhaven erschaffen hat.
| Wappen von Neuenwalde | Blasonierung: „In Rot auf grünem, mit silbernen Wellenstreifen belegten Schildfuß ein silberner Glockenturm mit goldener Glocke in schwarzem Schallloch, goldenem Tor und goldenem Kreuz auf der Spitze.“                                            |
| Wappen von Neuenwalde | Wappenbegründung: Der Glockenturm erinnert an das 1334 nach Neuenwalde verlegte Kloster, das für die Entwicklung des Dorfes die größte Bedeutung hatte. Der silberne Wellenstreifen auf grünem Schildfuß weist auf den Mühlenbach in den Wiesen hin. |

## Kultur und Sehenswürdigkeiten

### Bauwerke

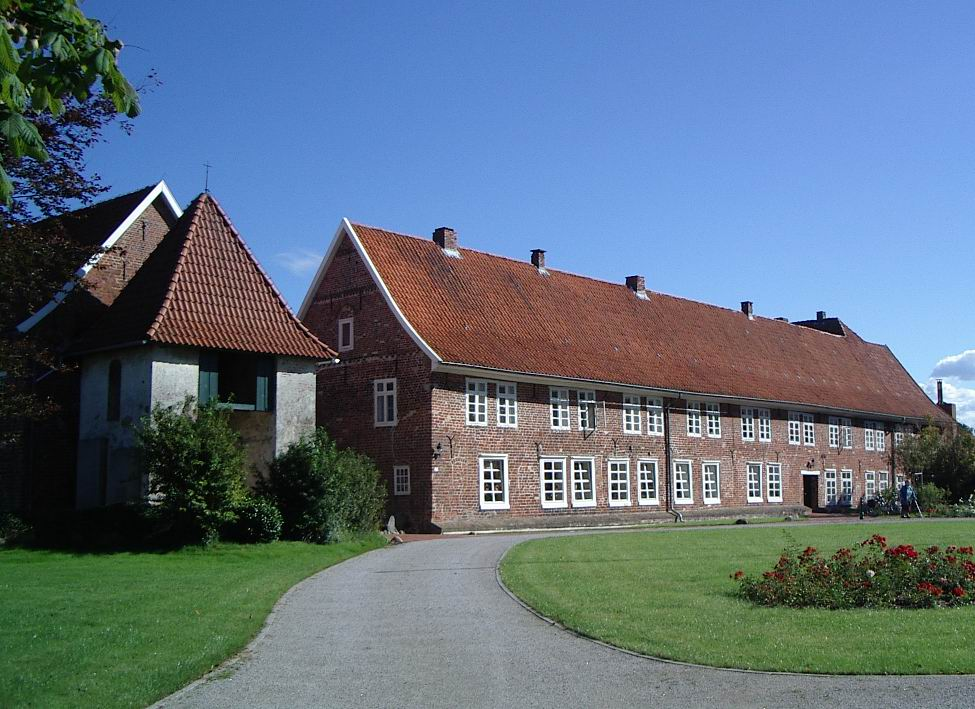
Damenstift Neuenwalde

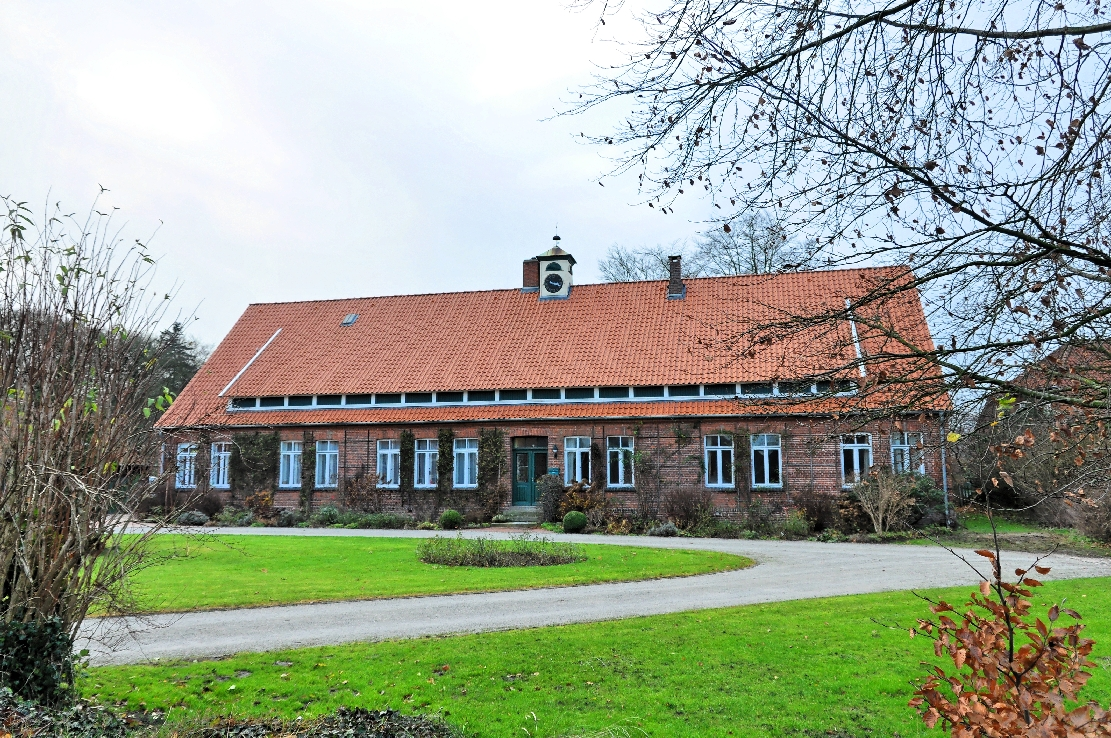
Klosterscheune Neunwalde, heute Wohnhaus

- Kloster Neunwalde (Stiftsgebäude): 1219 wurde in Midlum am Rande des Geestrückens Hohe Lieth durch die Edelherren von Diepholz auf ihrem Erbgut der Vorläufer des Klosters Neuenwalde gegründet. Die dortigen Benediktinerinnen mussten wegen der Feindschaft mit den Bewohnern des Landes Wursten zweimal umziehen, zunächst 1282 nach Altenwalde und schließlich 1334 nach Neuenwalde. Um 1571 wurde die Reformation eingeführt. In den Kriegswirren des Dreißigjährigen Krieges ist das Kloster wegen eines nicht eingehaltenen Vertrages der schwedischen Besatzer abgebrannt worden.[13] Der Wiederaufbau ging in dieser schwierigen Zeit nur unter erheblichen Kostenaufwand und sehr langsam voran. Nach dem Dreißigjährigen Krieg erhielt 1683 die Ritterschaft des Herzogtums Bremen-Verden das Kloster von den damaligen schwedischen Landesherren unter König Karl XI. Die Absicht war, den unverheirateten Töchtern der Adeligen eine unabhängige Versorgungsstätte als Konventualinnen des Klosters zu bieten. Bis 2015 wurde das Kloster von einer Priorin geleitet. Noch heute (2018) wird das Kloster von Konventualinnen bewohnt. Seit 2014 werden Teile des Gebäudekomplexes aufgrund eines Kooperationsvertrages vom Evangelischen Bildungszentrum Bad Bederkesa genutzt.
- Heilig-Kreuz-Kirche: Die Kirche des Klosters ist seit ihrer Gründung auch die Pfarrkirche für Neuenwalde und Krempel. Die Kreuzreliquie, der sie geweiht wurde, ist seit 1334 dort erwähnt. Im Jahr 1629 fielen Dach und Inneneinrichtung einem Großbrand zum Opfer. Mit dem Wiederaufbau zwischen 1630 und 1634 erhielt sie ihre heutige Gestalt und einen großen Teil der Inneneinrichtung. Der Glockenturm von 1334 ist bis  heute nahezu unverändert.
- Klosterscheune Neunwalde von um 1650, Umbau zum Wohnhaus des Damenstifts von 1888
- Villa Krempeler Straße 8 (Villa von Bergen) aus dem letzten Drittel des 19. Jh.
- Villa Mühlentrift 1 von 1907
- Die Wüstung Dalem im Dahlemer Holz gehört seit dem Mittelalter zum Grundbesitz des Klosters. Sie hat das Niedersächsische Institut für historische Küstenforschung, Wilhelmshaven ausgegraben. Das Dorf bestand vom 7. bis 14. Jahrhundert. Auffällig waren die teils sehr großen, aus großen Baumstämmen errichteten, Häuser.

## Infrastruktur
- Autobahnanschluss der A 27
- Heimatmuseum
- TSV Neuenwalde: Badminton, Fußball, Leichtathletik, Tanzsport, Tischtennis, Turnen

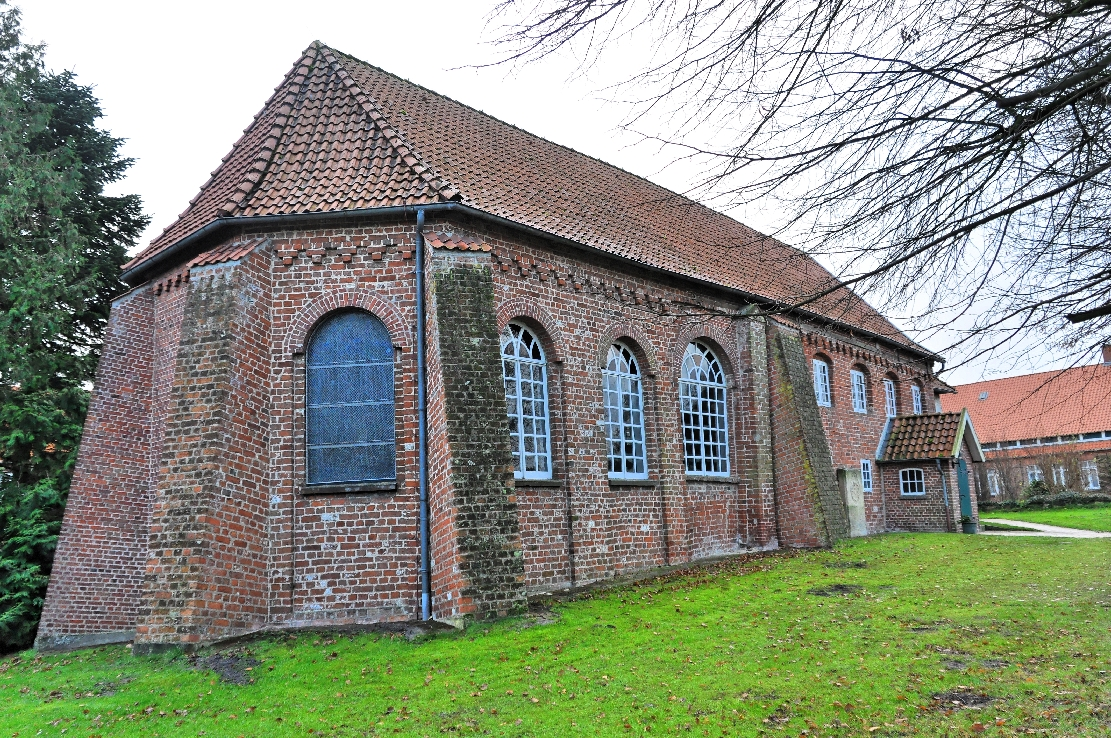
Klosterkirche
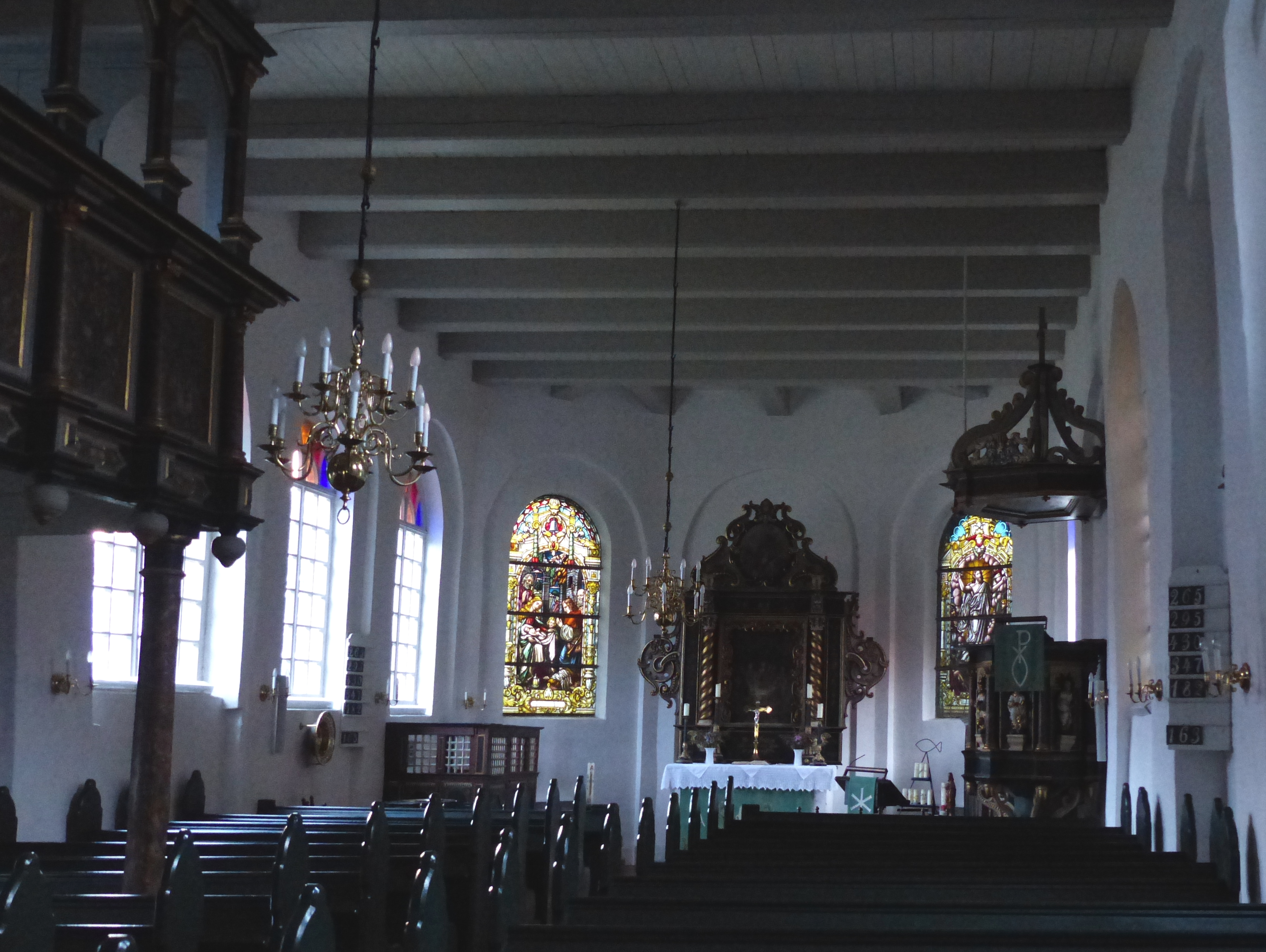
Inneres der Klosterkirche
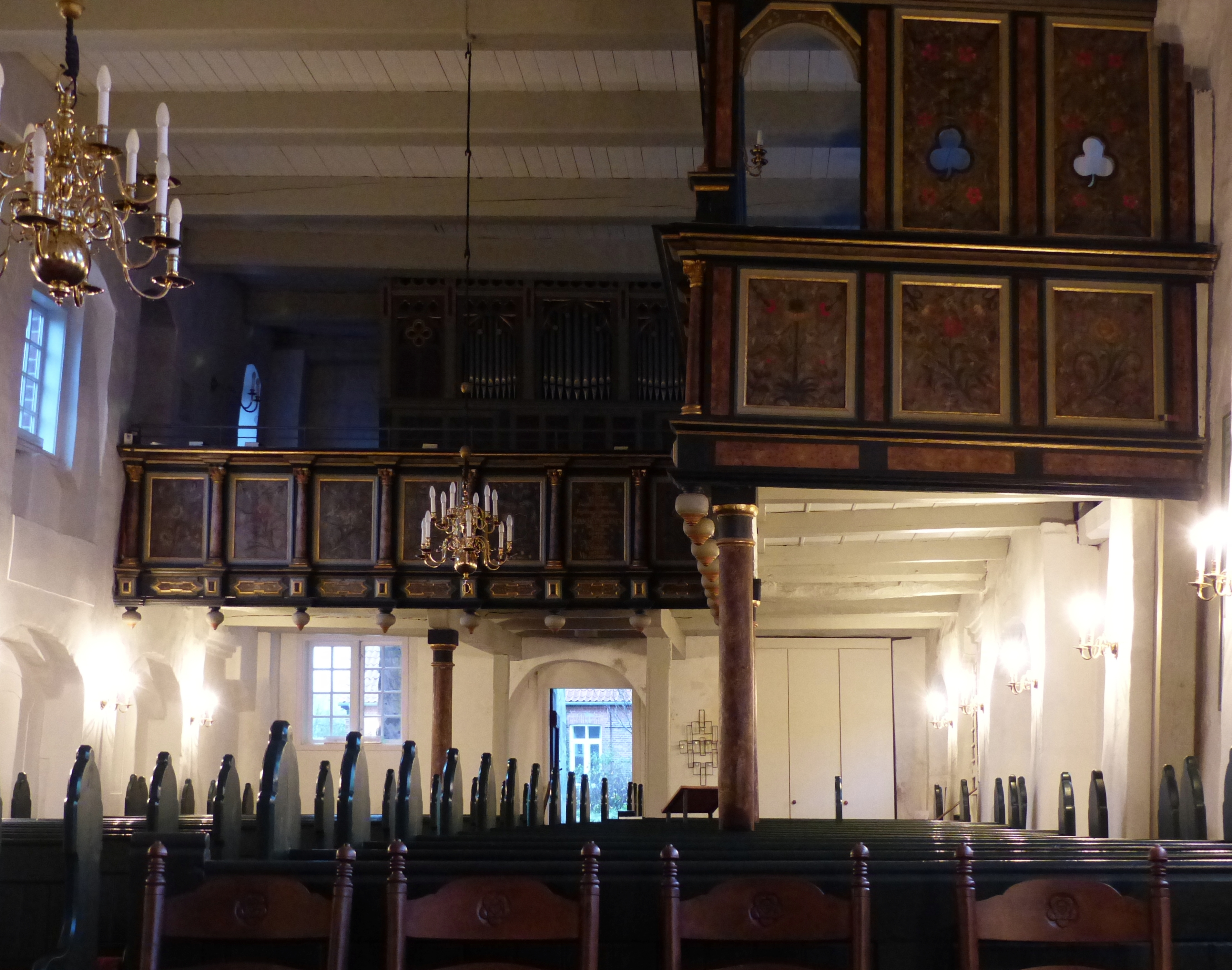
Asymmetrische Empore der Klosterkirche

## Persönlichkeiten
Personen, die mit dem Ort in Verbindung stehen
- Levin von Marschalck (um 1585–1629), erzstiftisch-bremischer Landdrost und Kanzler der Deutschen Kanzlei von König Christian IV. von Dänemark und Norwegen, Propst des Klosters Neuenwalde
- Carl Johann Heinrich Röver (1851–1929), Orgelbauer in Stade, er schuf 1887 die Orgel der örtlichen Heilig-Kreuz-Kirche
- Heinrich Rüther (1866–1954), lutherischer Geistlicher und Heimatforscher, von 1892 bis 1912 Pastor in Neuenwalde, Historiker des Klosters Neuenwalde und des Landes Hadeln
- Reinhard Hübner (1902–1989), Historiker und evangelischer Pfarrer, im Ruhestand wurde er Klosteramtmann in Neuenwalde
- Lukas Strobel, alias Alligatoah (* 1989), Rapper, Sänger, DJ und Produzent, unter seinem Künstlernamen vermarktet er die beiden fiktiven Figuren Kaliba 69 (Rapper) und DJ Deagle (Produzent), deren Rollen er selbst übernimmt und spielt, wuchs in Neuenwalde auf